# Guerre contre les machines
La Guerre contre les machines est un conflit armé hypothétique opposant l'humanité et des machines (robots et/ou ordinateurs) créées par les hommes. C'est un thème récurrent de la science-fiction, qui traduit l'inquiétude de la société vis-à-vis de la technologie.

## Fondement technologique
La capacité de calcul des ordinateurs n'a cessé de croitre depuis l'apparition des microprocesseurs, dont le nombre de transistors suit la loi de Moore. À cet égard, certaines simulations affirment que la puissance de calcul des ordinateurs sera comparable à celle d'un cerveau humain pour les années 2030. Parallèlement à cette montée en puissance des ordinateurs, les objets dotés d'unités de calculs se sont démocratisés et ont littéralement inondé les sociétés occidentales. Ceux-ci sont de plus en plus interconnectés, faisant naître au début des années 2010 le concept d'intelligence ambiante. Enfin, la capacité des intelligences artificielles continue d'année en année à se perfectionner, dans un contexte de dépendance technologique accrue.
Cette trajectoire de la technologie amènera l'humanité à arriver dans les années 2030 à la Singularité technologique, étape marquant la transition où l'innovation technologique sera assurée par des intelligences artificielles, plus performantes que la pensée humaine. De sorte que des IA pourront concevoir d'autres IA plus élaborées qu'elles-mêmes, mues par du matériel plus puissant, relayant l'humain à un rôle d'arrière plan.
La pensée transhumanisme, postulant que l'être humain doit être amélioré par tous les moyens offerts par la science, pré-conçoit l’apparition d'êtres humains aux capacités physiques et intellectuelles très au-delà de celles des hommes et femmes naturels. De sorte que le corps humain pourrait laisser place à une machine, plus robuste et plus performante, et que l'esprit serait mu par des systèmes informatiques d'une infinie complexité. L'homme serait alors une machine.

## Facteur déclenchant
Le casus belli diffère d'une œuvre à l'autre en fonction de la relation entre les machines et la société.
Dans le cas de Terminator, les machines ne sont qu'un ensemble de robots de combat militaires, qui s'émancipent sous les ordres d'une IA devenue consciente de son existence et de son rapport à l'humanité. Considérant d'emblée comme ennemie, Skynet déclenche un holocauste nucléaire sans préavis.
Dans le cas de Matrix, l'historique ayant mené à la situation connue dans la trilogie est développée dans Animatrix. La croissance en nombre et en qualité des machines mues par IA ont créé une société à deux vitesse où l'humanité était servie par d'innombrables machines, constituant de fait une race inférieure dépourvue de droit. La révolte commença après le premier procès visant un machine, dont l'issue fut injuste. L'humanité préféra alors le recours aux armes plutôt qu'à la diplomatie, ce qui leur fut fatal.

## Films
- La série Terminator  met en scène l'humanité luttant contre un superordinateur qui a déclenché un holocauste nucléaire.
- La série Matrix imagine une humanité réduite à l'esclavage par des machines qui l'utilisent comme source d'énergie.
- I, Robot met en scène la mise sous tutelle de l'humanité par des robots serviteurs qui voudraient protéger les hommes contre leurs propres agissements (guerre, pollution, criminalité, ...). Les hommes étant évidemment hostiles à cette interprétation.
- Le film Avengers: l'Ère d'Ultron met en scène l'intelligence artificielle nommée Ultron, crée par Tony Stark. Conçu dans le but de maintenir la paix, Ultron déduit que la paix n'est atteignable que si l'humanité est anéantie.

## Univers de fiction
- Dans l'univers de Dune, le Jihad butlérien mit fin à la domination des machines pensantes sur l'homme.
- Dans le cycle Hypérion de Dan Simmons, les IA ont acquis une conscience et ont fait sécession vis-à-vis de l'Humanité. Ils continuent cependant à se présenter comme des partenaires de celle-ci, de manière à tromper leur vigilance le temps de mettre en place un plan d'extinction.
- Dans l'univers de Mass Effect, il existe une race de machines nommées les Moissonneurs qui tous les 50 000 ans, exterminent les espèces organiques ayant atteint un niveau de civilisation galactique. Il y a également la race des Geths qui se sont rebellés contres leurs créateurs les Quariens, en les chassant de leur monde d'origine.
- Dans le jeux vidéo Detroit: Become Human, en fonction des choix du joueur, une révolte armée des androïdes peut être lancée par le personnage de Markus et pouvant amené soit à une guerre à long terme ou soit à une victoire des humains.